# North American A-5

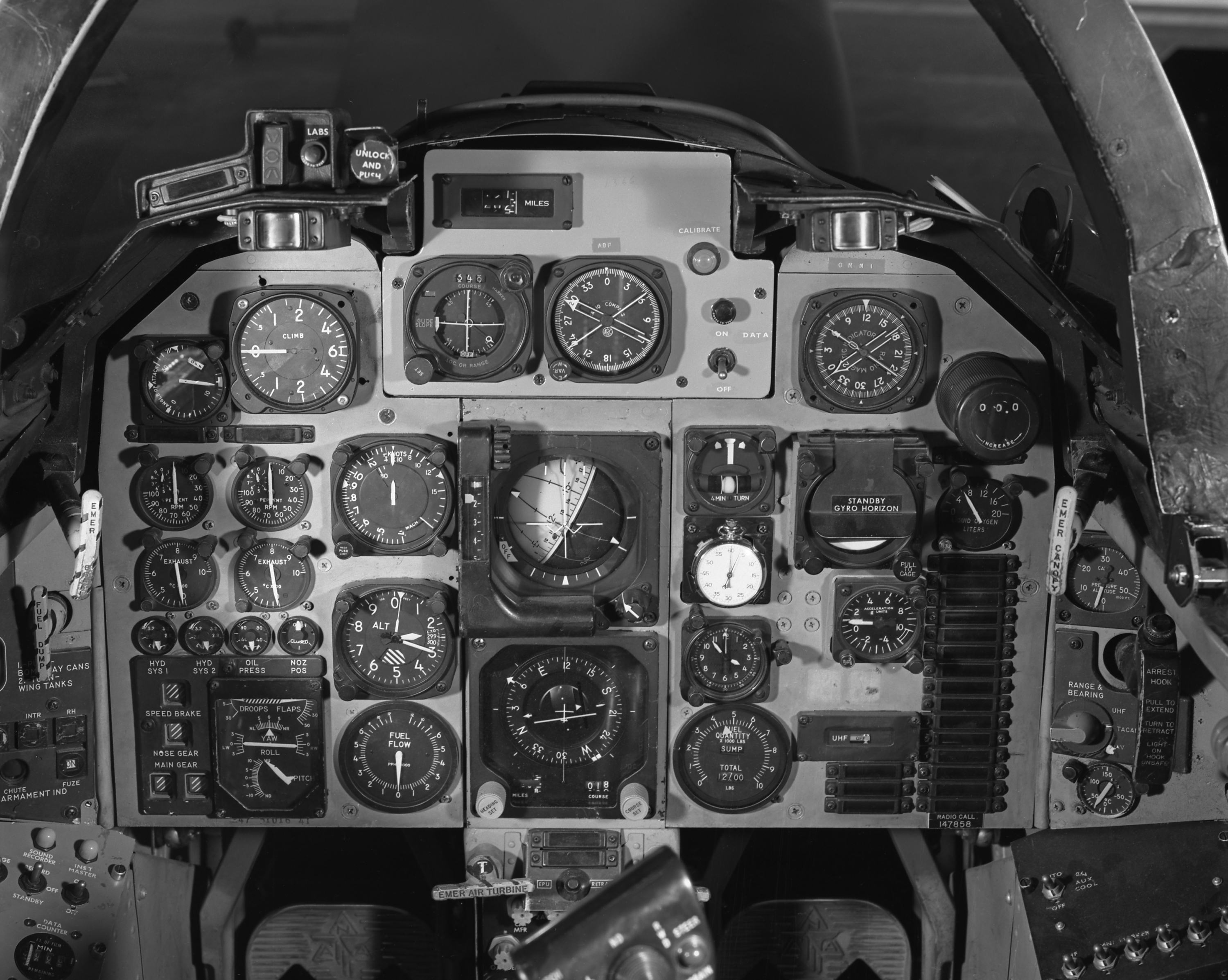
Cockpit einer North American A-5A Vigilante

Die North American A-5 Vigilante (lat.: die Wachsame) war ein trägergestützter, überschallschneller Allwetterbomber der U.S. Navy, der nur kurze Zeit in seiner eigentlichen Rolle im Einsatz war, aber lange Zeit als Aufklärer eingesetzt wurde.

## Entwicklung
Die Ohio Division der North American Aviation begann im November 1953 unter der Bezeichnung North American General Purpose Attack Weapon (NAGPAW) mit der Entwicklung eines trägergestützten Langstreckenbombers, der Nuklearwaffen mit Überschallgeschwindigkeit zum Ziel bringen konnte. Nach einigen Anforderungsänderungen seitens der Marine im Januar 1955 und der Bewertung einer Attrappe im März 1956 erhielt North American am 29. Juni 1956 eine Absichtserklärung der Marine und am 29. August 1956 wurde ein Vertrag über die Lieferung von zwei Prototypen XA3J-1 unterschrieben.
Der Rollout des ersten Prototyps fand Mitte Mai 1958 statt, und den Erstflug der A-5 (noch als A3J-1 bezeichnet) führte Richard Wenzel als Testpilot am 31. August 1958 durch. Am 5. September 1958 erreichte die Maschine erstmals Überschallgeschwindigkeit. Im November folgte der Erstflug des zweiten Prototyps, der jedoch im Juni 1959 wegen Fehlern in der Hydraulik und Elektrik abstürzte. Der Vertrag zum Serienbau war schon vorher im Januar 1959 unterschrieben worden. Bis Juli 1960 fanden die Trägertests an Bord der Saratoga statt. In dieser Zeit erreichte eine A-5 am 13. Dezember 1960 die Weltrekordhöhe von 27.872 m mit 1000 kg Nutzlast. Im Juni 1961 wurden die ersten Maschinen bei der Staffel VAH-3 in Dienst gestellt, wo sie die Douglas A-3 Skywarrior als schweren Bomber ersetzten.
Die verbesserte A-5B wurde im April 1962 bestellt und im Juni 1962 eingeführt. Sie unterschied sich durch einen größeren Treibstoffvorrat im vergrößerten Rumpfrücken, angeblasene Vorflügel, größere Klappen und vier statt zwei Pylone unter den Tragflächen von der A-Version. Nur zwei Maschinen dieser Version wurden direkt ausgeliefert, vier dienten der Umschulung und die restlichen zwölf wurden sofort im Herstellerwerk zu RA-5C umgebaut, wobei ein Seitensichtradar, ein Infrarotsensor sowie verschiedene Kameras und Sensoren und weitere Geräte eingebaut wurden.

## Einsatz

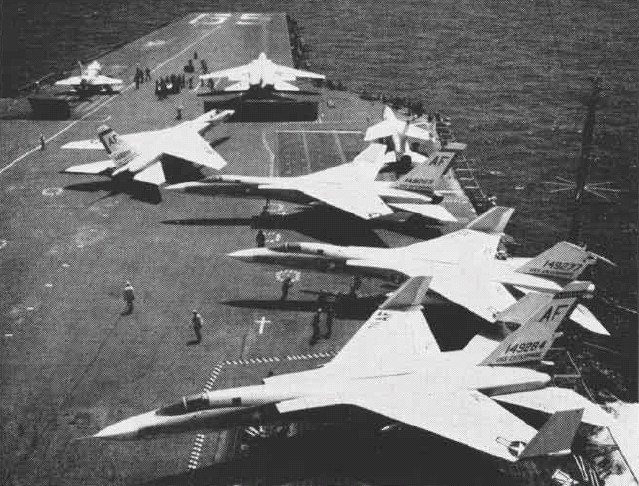
A-5A der Staffel VAH-7 1962 auf der Enterprise

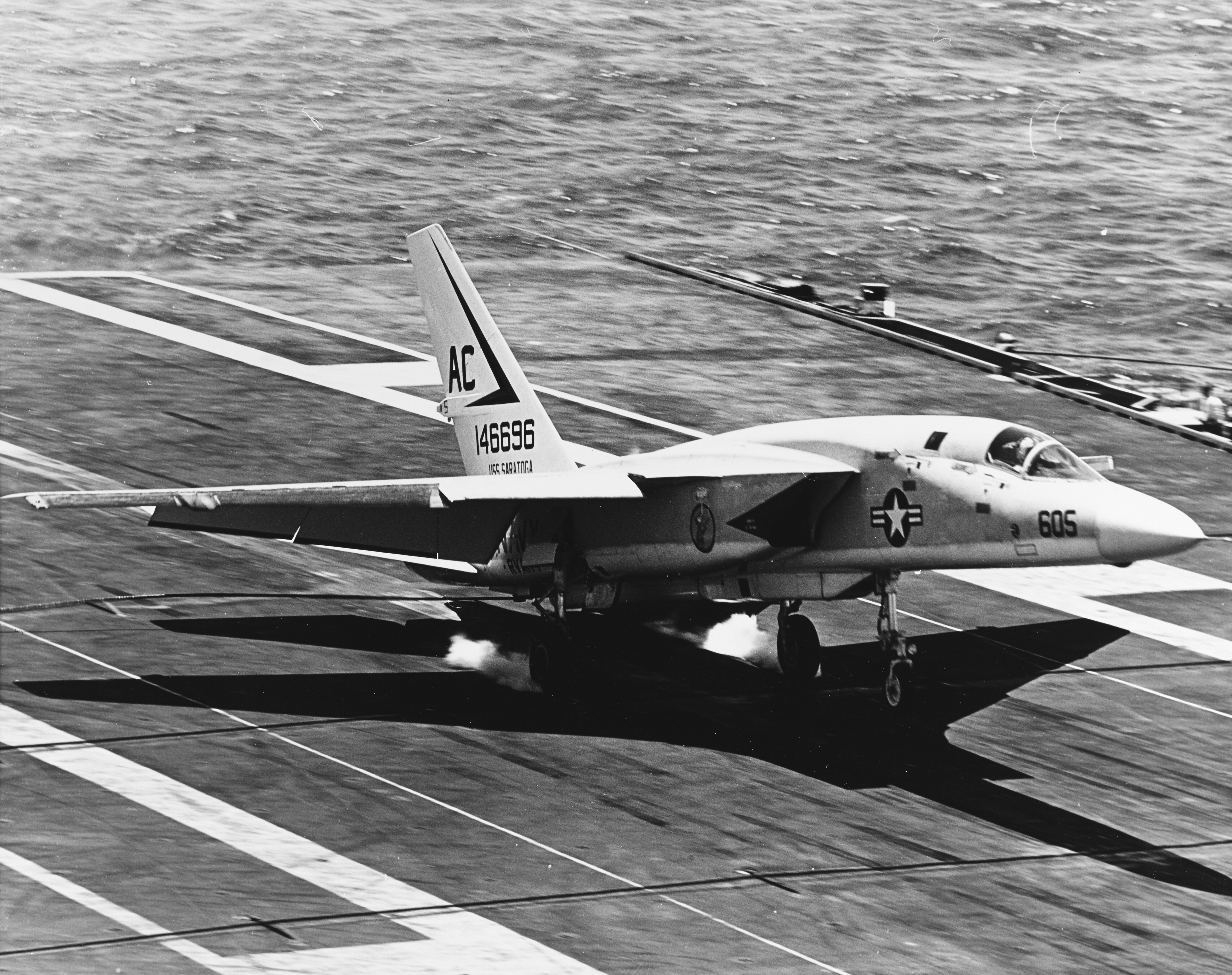
Eine RA-5C der RVAH-1 landet 1969 auf der Saratoga

Im Rahmen der Umbenennung der Luftfahrzeuge der US-Streitkräfte im Jahr 1962 wurde die A3J-1 in A-5A, die A3J-2 in A-5B und die später gebaute Aufklärerversion von A3J-3P in RA-5C umbenannt.
Zu den Problemen mit der fortgeschrittenen Technik der Vigilante kam ein Wechsel in der Nuklearstrategie der U.S. Navy. Der Schwerpunkt wurde von bemannten Bombern, die von Trägern starteten, auf ballistische Raketen, die von U-Booten abgefeuert wurden, verlagert. So wurden 1963 alle Bomber (A-5A und A-5B) außer Dienst gestellt und zu Aufklärern (RA-5C) umgebaut sowie im Juli 1963 wieder in Dienst gestellt. Die Staffeln wurden in RVAH umbenannt.
Über Vietnam wurde die RA-5C verstärkt eingesetzt, zum ersten Mal im August 1964. Die Vigilante flog zahlreiche, teils sehr gefährliche Tiefflugaufklärungseinsätze, bei denen 18 Maschinen durch die feindliche Luftabwehr abgeschossen wurden. Weitere Maschinen gingen bei Unfällen verloren, so dass von 1968 bis 1970 36 Ersatzmaschinen nachproduziert wurden.
Obwohl ihr Einsatz über Vietnam erfolgreich war, überstiegen die Unterhaltskosten und die Komplexität des Flugzeugs im Betrieb den Nutzen, so dass 1974 mit der Ausmusterung begonnen wurde. Das letzte Flugzeug wurde im September 1979 stillgelegt.

## Konstruktion
Zum Zeitpunkt ihrer Einführung war die Vigilante eines der größten und komplexesten Flugzeuge, das von Flugzeugträgern aus eingesetzt wurde.
Es hatte hoch angesetzte Pfeilflügel mit angeblasenen Klappen. Die weit auseinanderliegenden General Electric J79 Strahltriebwerke wurden auch in der etwa zeitgleich eingeführten F-4 Phantom eingesetzt. Die Vigilante war eines der ersten Flugzeuge, das einen Triebwerkseinlauf mit variabler Geometrie verwendete. Hiermit konnte die Überschallströmung vor dem Triebwerksverdichter auf Unterschallgeschwindigkeit verlangsamt werden. Die Besatzung (Pilot, Bombenschütze/Navigator, später Aufklärer/Navigator) saß hintereinander auf separaten Schleudersitzen.
Für seine Größe war das Flugzeug extrem agil und wendig und erreichte dank der starken Triebwerke eine hervorragende Steigleistung. Seine hohe Landegeschwindigkeit hingegen bereitete auf den engen Trägerdecks oftmals Probleme.
Die Elektronik der Vigilante galt in ihrer Zeit als sehr fortschrittlich: Unter anderem hatte sie eines der ersten Fly-by-Wire-Steuerungssysteme, Head-up-Displays und einen der ersten Bordcomputer (VERDAN = „Versatile Digital Analyzer“), der aber unter etlichen Problemen litt. Die durchschnittliche Zeit zwischen dem Auftreten von Fehlern betrug 15 Minuten, was die Maschine besonders zu Beginn ihrer Einsatzzeit extrem unzuverlässig machte. Die komplexe Elektronik machte die A-5 auch für die Wartungstechniker zu einem Alptraum.
Das Flugzeug hatte zwei Unterflügelstationen, die für Zusatztanks gedacht waren. Die Hauptbewaffnung war eine einzelne Atombombe (meist Mk 28), die in einem Schacht zwischen den Triebwerken untergebracht war. Diese sollte zusammen mit zwei dann leeren Treibstofftanks, die sich ebenfalls im Schacht befanden, am Ziel ausgestoßen werden. Dieses System war aber sehr ungenau und obendrein unzuverlässig, es kam häufig zu Problemen, unter anderem fielen bei Katapultstarts die Tanks, aber manchmal auch die scharfe Kernwaffe auf das Deck des Trägers. Bei der Aufklärungsvariante wurde der Schacht nur noch für Treibstoff genutzt, aber selbst das war nie ganz problemlos.

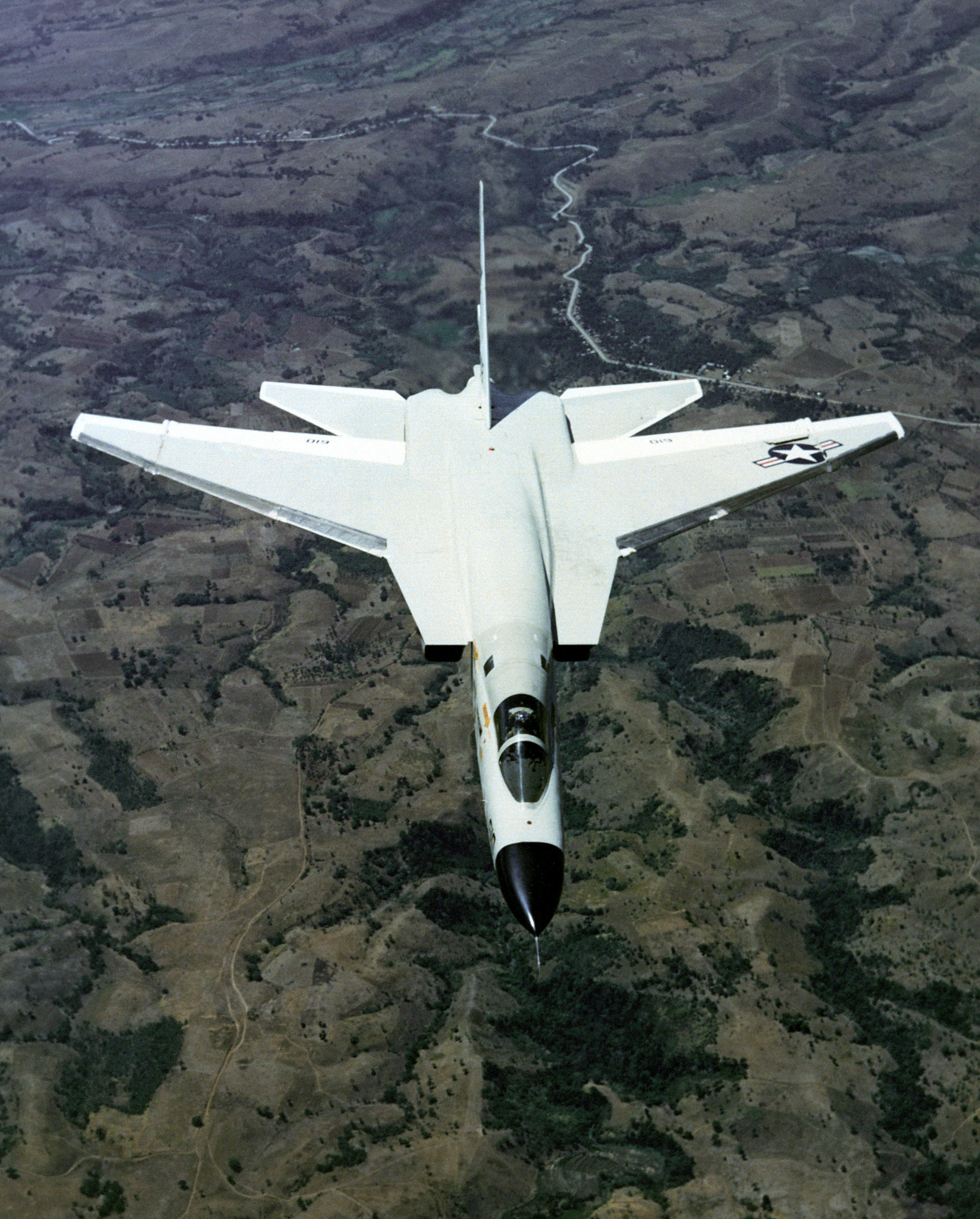
Eine RA-5C der letzten Einsatzstaffel RVAH-7, 1979

Bei der RA-5C waren die Tragflächen gegenüber dem Bomber leicht vergrößert und unter dem Rumpf in einer Abdeckung verschiedene Aufklärungsgeräte untergebracht: Unter anderem ein APD-7-Seitenblick-Radar, ein AAS-21 Infrarotscanner sowie mehrere Kameras. Sie behielt ihren Waffenschacht, konnte also theoretisch noch für Angriffe eingesetzt werden. Die später gebauten Maschinen erhielten etwas stärkere Triebwerke mit 80 Kilonewton Schub.

## Versionen

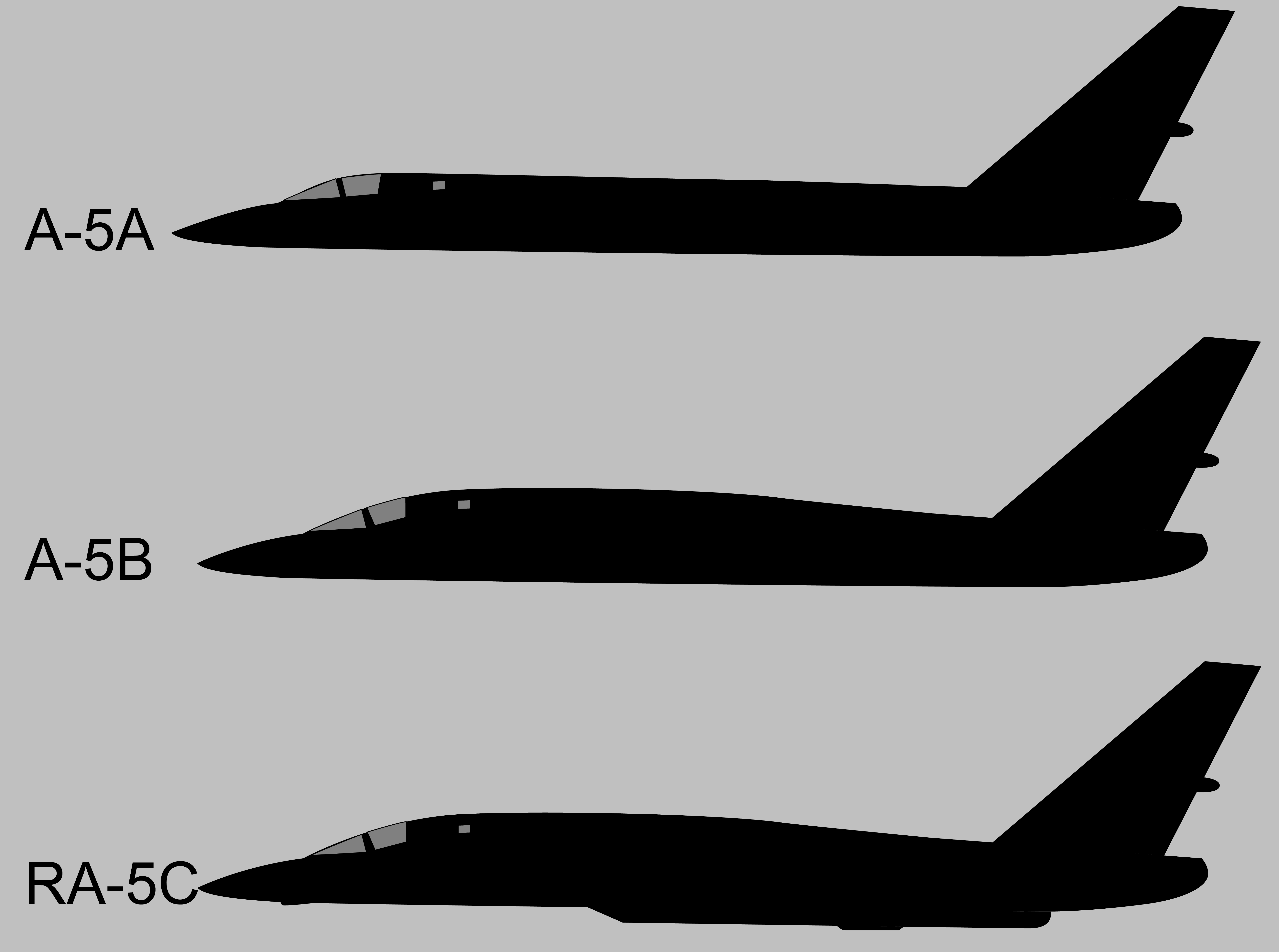
Vergleich der Silhouetten der Versionen A-5A, A-5B und RA-5C

### NA-233 Nagpaw
Frühes Konzept eines Tiefflugangriffsflugzeuges

### NA-247 / YA3J-1
Prototypen (2 Maschinen)
Bu.No. 145157, 145158 c/n 247-1 & 2

### NA-247 / A3J-1
Frühe Serienvariante der Bomberversion.
Bu.No. 146694 – 146702 c/n 247-3 – 11 (9 Stück)
Bu.No. 146703 – 146708, der Auftrag wurden zurückgezogen.

### NA-263 / A3J-1 später A-5A
Bu.No. 147850 – 147863 c/n 263-1 – 14 (14 Stück)

### NA-269 / A3J-1 später A-5A
Bu.No. 148924 – 148933 c/n 269-1 – 10 (10 Stück)
Bu.No. 149276 – 149299 c/n 269-11 – 34 (24 Stück)
43 der A3J-1 (A-5A) wurden später zu A3J-3P (RA-5C) umgerüstet.

### NA-269 / A3J-2 später A-5B
Spätere Bombervariante
Bu.No. 149300 – 149305 c/n 269-35 – 40 (6 Stück)

### NA-269, 279, 283 / A3J-3P später RA-5C
Langstrecken-Fotoaufklärungsflugzeug
Bu.No. 149306 – 149317 c/n 269-41 – 52 (12 Stück)
Bu.No. 150823 – 150842 c/n 279-1 – 20 (20 Stück)
Bu.No. 151615 – 151634 c/n 283-21 – 40 (20 Stück)
Bu.No. 151726 – 151728 c/n 283-41 – 43 (3 Stück)
Plus 43 Umgebaute A-5A

### NR-349 Retaliator

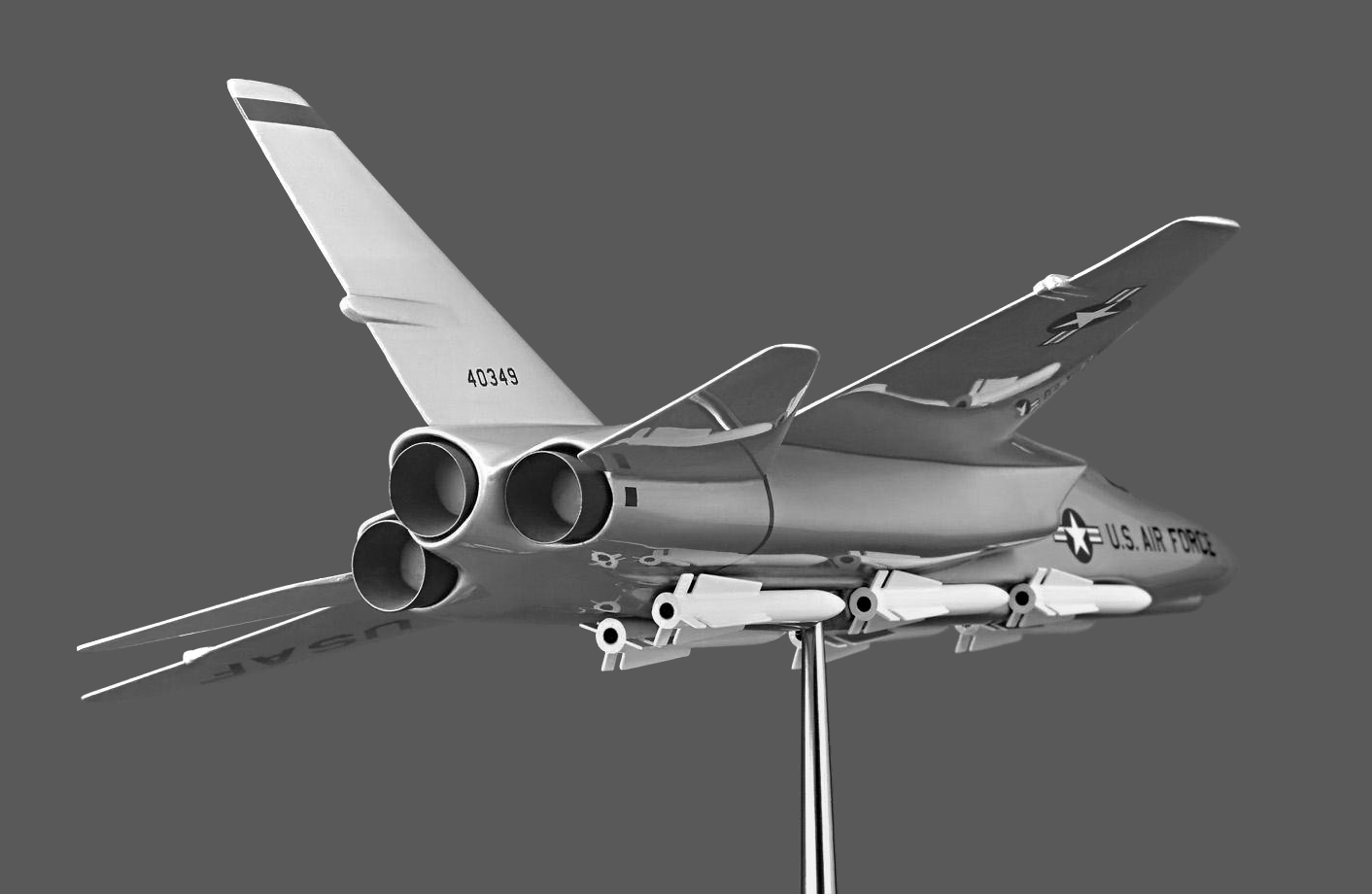
North American NR-349 Retaliator mit dem dritten Triebwerk im Rumpf

Die NR-349 Retaliator war North Americans Vorschlag für ein Hochleistungsjagdflugzeug für die US Air Force als Variante der A-5 mit drei Triebwerken. Ein drittes General Electric J79 befand sich im Schacht zwischen den beiden anderen Triebwerken mit zwei schmalen Lufteinlässen etwas nach hinten versetzt oberhalb der Einlässe der anderen Triebwerke. Das Flugzeug sollte mit sechs AIM-54 Phoenix an Unterrumpfstationen bewaffnet werden. Da kein Entwicklungsauftrag folgte, blieb es bei Plänen, Zeichnungen und Modellen.

## Technische Daten
| Kenngröße                | Daten der RA-5C                                                                                                   |
| ------------------------ | --- |
| Besatzung                | 2 |
| Länge                    | 23,11 m |
| Flügelspannweite         | 16,15 m |
| Flügelfläche             | 70,05 m² |
| Flügelstreckung          | 3,72 |

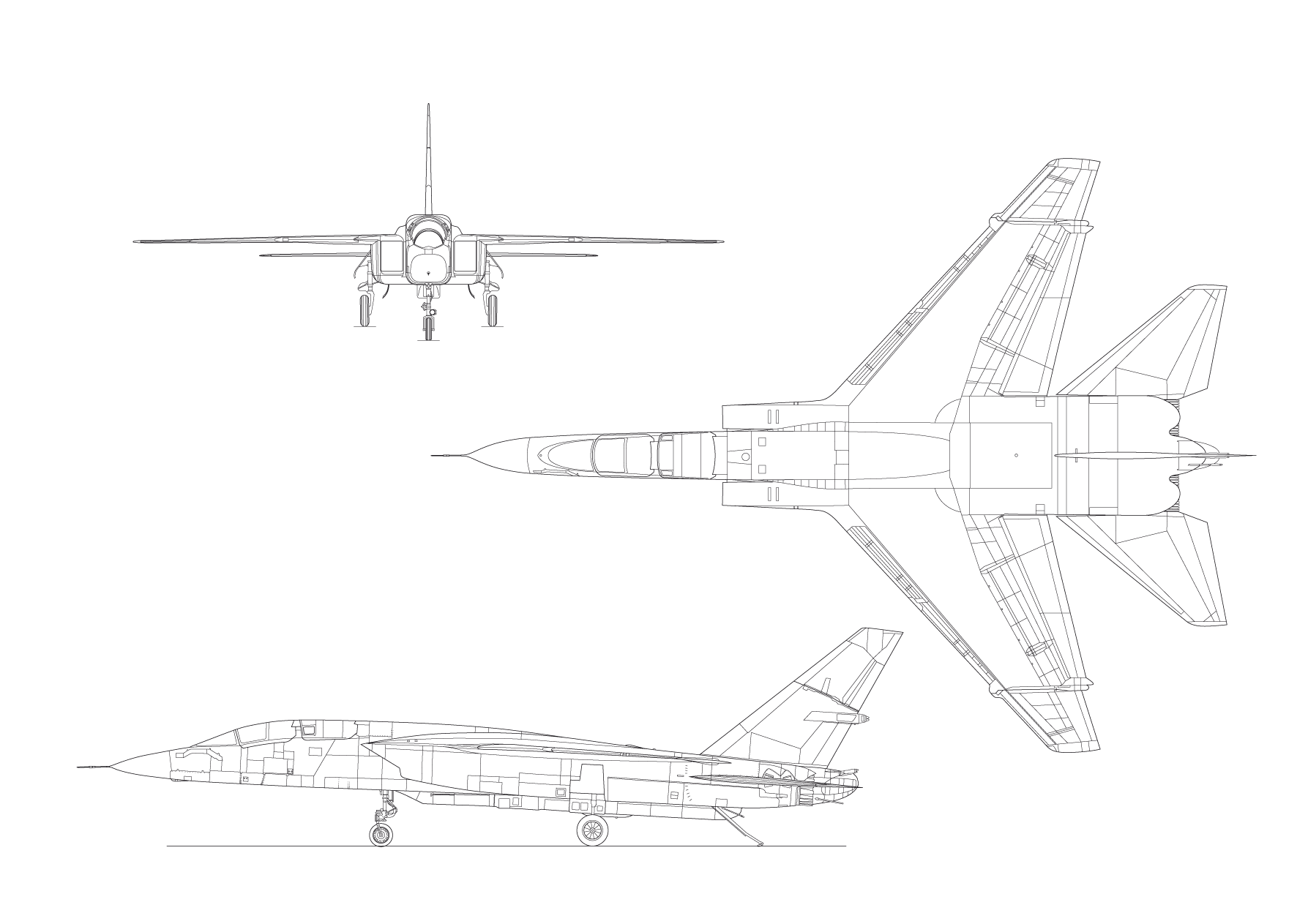
Dreiseitenriss einer RA-5C

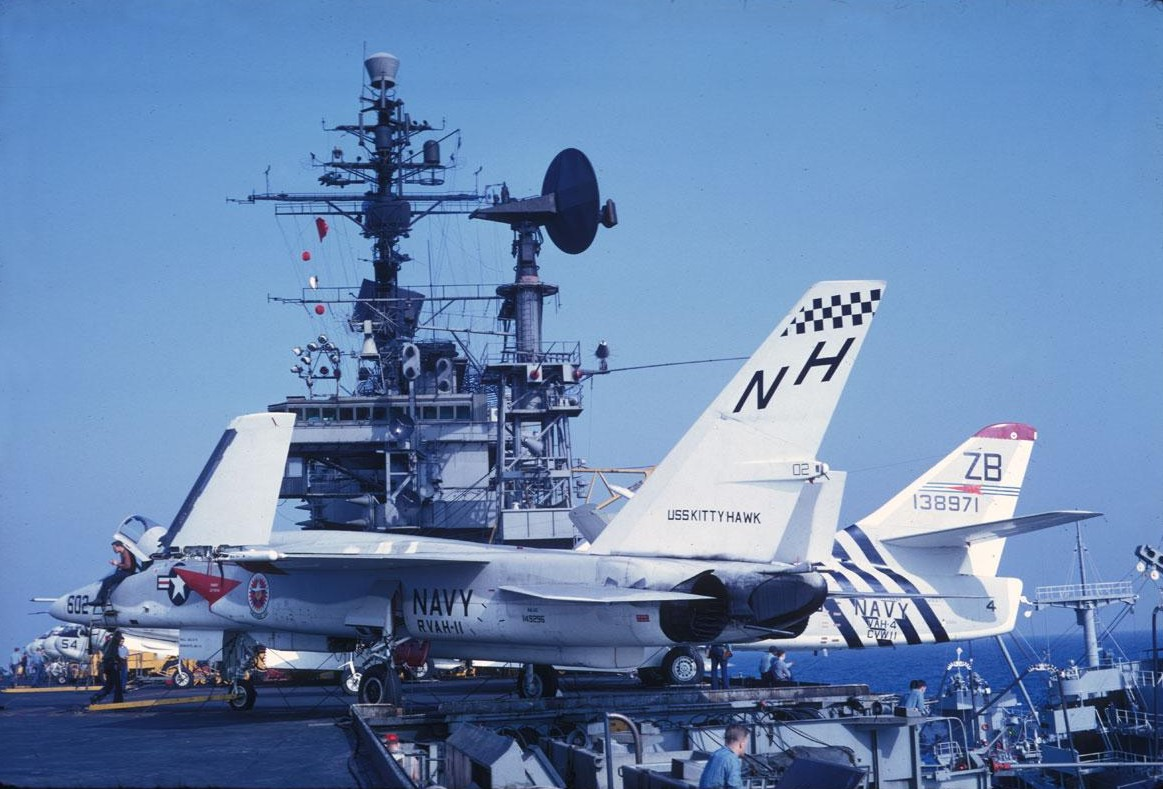
RA-5C der Staffel RVAH-11 der USS Kitty Hawk 1968

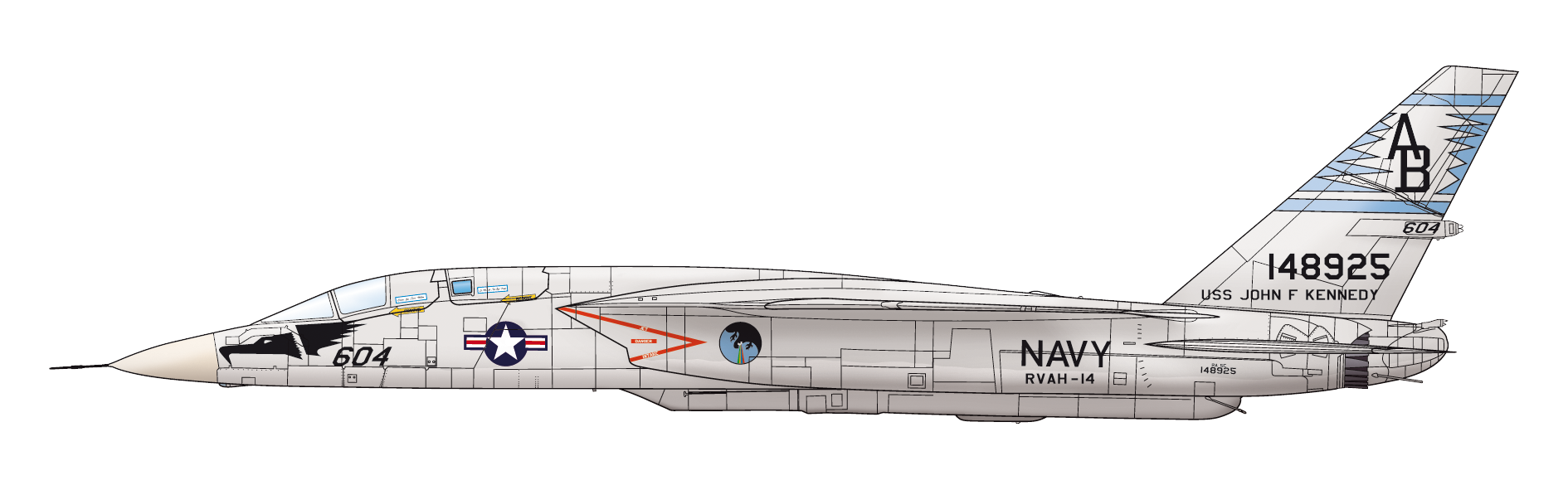
Eine RA-5C der RVAH-14

| Tragflächenbelastung     | - minimal (Leermasse): 243 kg/m² - nominal (normale Startmasse): 408 kg/m² - maximal (max. Startmasse): 518 kg/m² |
| Höhe                     | 5,92 m |
| Leermasse                | 17.009 kg |
| normale Startmasse       | 28.580 kg |
| maximale Startmasse      | 36.285 kg |
| Treibstoffkapazität      | 13.730 kg (intern)                                                                                                |
| Höchstgeschwindigkeit    | Mach 2,1 bzw. 2.230 km/h (mit Nachbrenner auf optimaler Höhe)                                                     |
| Dienstgipfelhöhe         | 20.400 m |
| Einsatzradius            | 2.075 km (mit Zusatztanks)                                                                                        |
| Überführungsreichweite   | 5.015 km (mit Zusatztanks)                                                                                        |
| Bewaffnung               | keine |
| Triebwerk                | zwei General Electric J79-GE-10-Turbojets mit je 79,47 kN                                                         |
| Schub-Gewicht-Verhältnis | - maximal (Leermasse): 0,95 - nominal (normale Startmasse): 0,57 - minimal (max. Startmasse): 0,45                |